# 黑木耳
黑木耳，又称雲耳、木耳、木檽、光木耳、木蕊、木菌、树鸡、䓴（音同“軟”），是木耳科木耳属一种食用菌。
過去認為歐洲與東亞的黑木耳屬於同種。2014年有研究基於分子證據將東亞的黑木耳訂立為新種（Auricularia heimuer），與僅分布於歐洲的歐洲黑木耳（Auricularia auricula-judae）相互區別，其種小名即來自「黑木耳」一詞的漢語拼音。

## 形态
子實體通常3至8（1.2至3.1英寸）长，但可多達12（4.7英寸）。形似耳朵，雖然子實體也可以是杯狀。它通常橫向附著在基板上，有時带有一個非常短的柄。該品種在新鲜的時候具有堅韌，膠質，彈性質感，變乾时硬而脆。褐色子实体略呈耳形，湿润时半透明，干燥时为革质。

## 历史
《禮記》已有木耳记载。《吕氏春秋》提到：“味之美者，越骆之菌。”苏恭的《唐本草注》记载：“桑、槐、楮、柳、榆，此为五木耳……煮浆粥，安诸木上，以草覆之，即生蕈尔。”

## 生態
黑木耳生長在落葉喬木和灌木的木材上，尤其是在接骨木上。90％的黑木耳在接骨木上生長，但不总是这样。
中国是木耳的主要生产国，产区主要分布在广西、云南、贵州、四川、湖北、黑龙江等地，其中黑龙江省东宁县绥阳镇是中国最大的黑木耳基地。亚洲部分国家和地区也有生产。
生于枯死的树干上，也可以用阔叶树类的段木和木屑人工栽培；生长需散光、湿润和温暖。

## 栽培
現今木耳的栽培方式可分為二：

### 原木栽培
原木可以是枫香树、桦木、樱桃树、山核桃树、再将原木锯成长一公尺左右的椴木，牡丹江市又有用锯末、豆秸和稻糠代替原木栽培。

### 菌床栽培
菌床從中間斷開向兩側澆水。床面制作要壓平、澆水，水要澆透。待木耳長大後會破袋出耳。木耳采摘完毕，菌床會杂草丛生，可直接對菌床上喷洒除草剂。

## 應用

### 食物

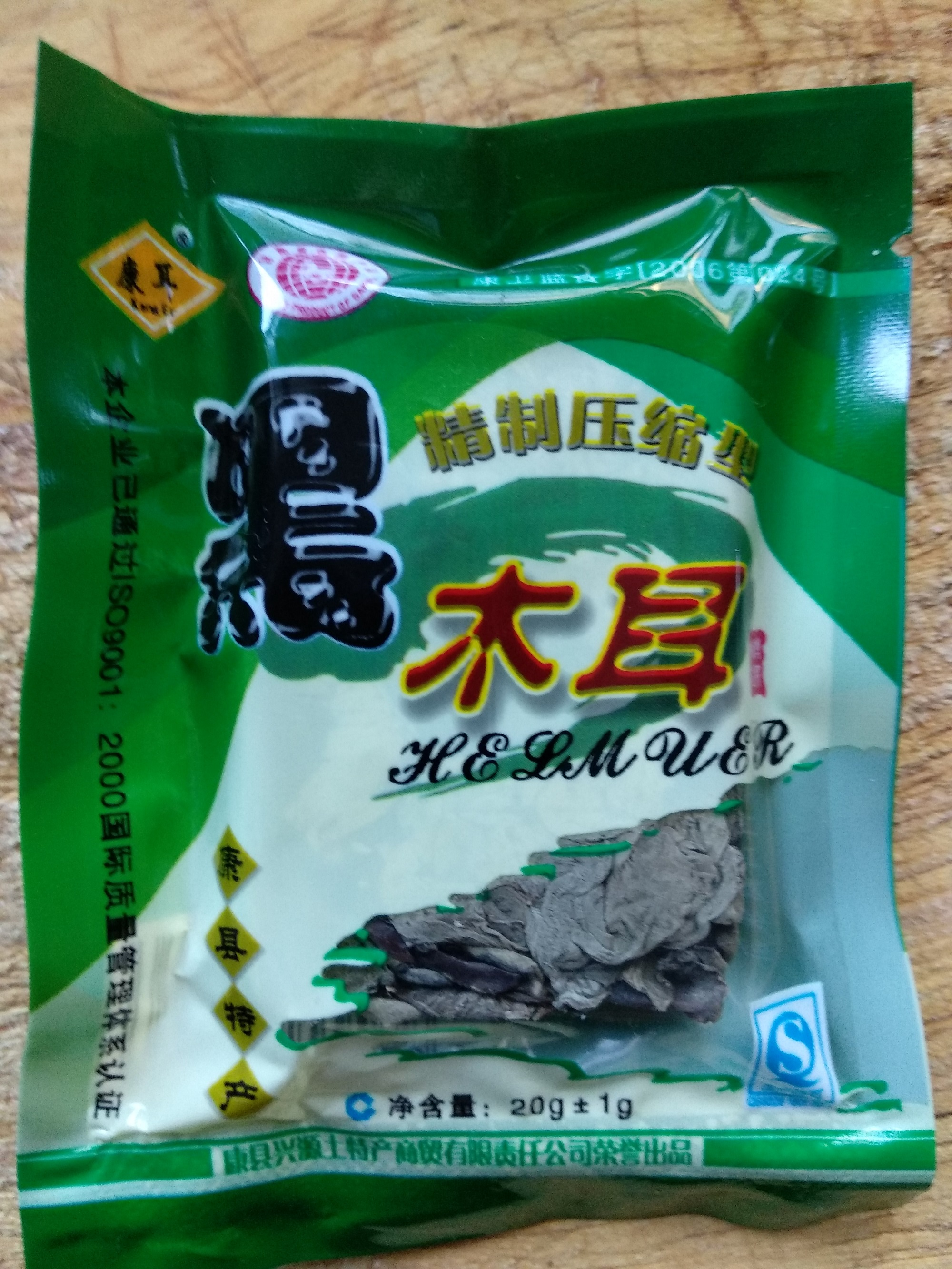
乾燥的黑木耳

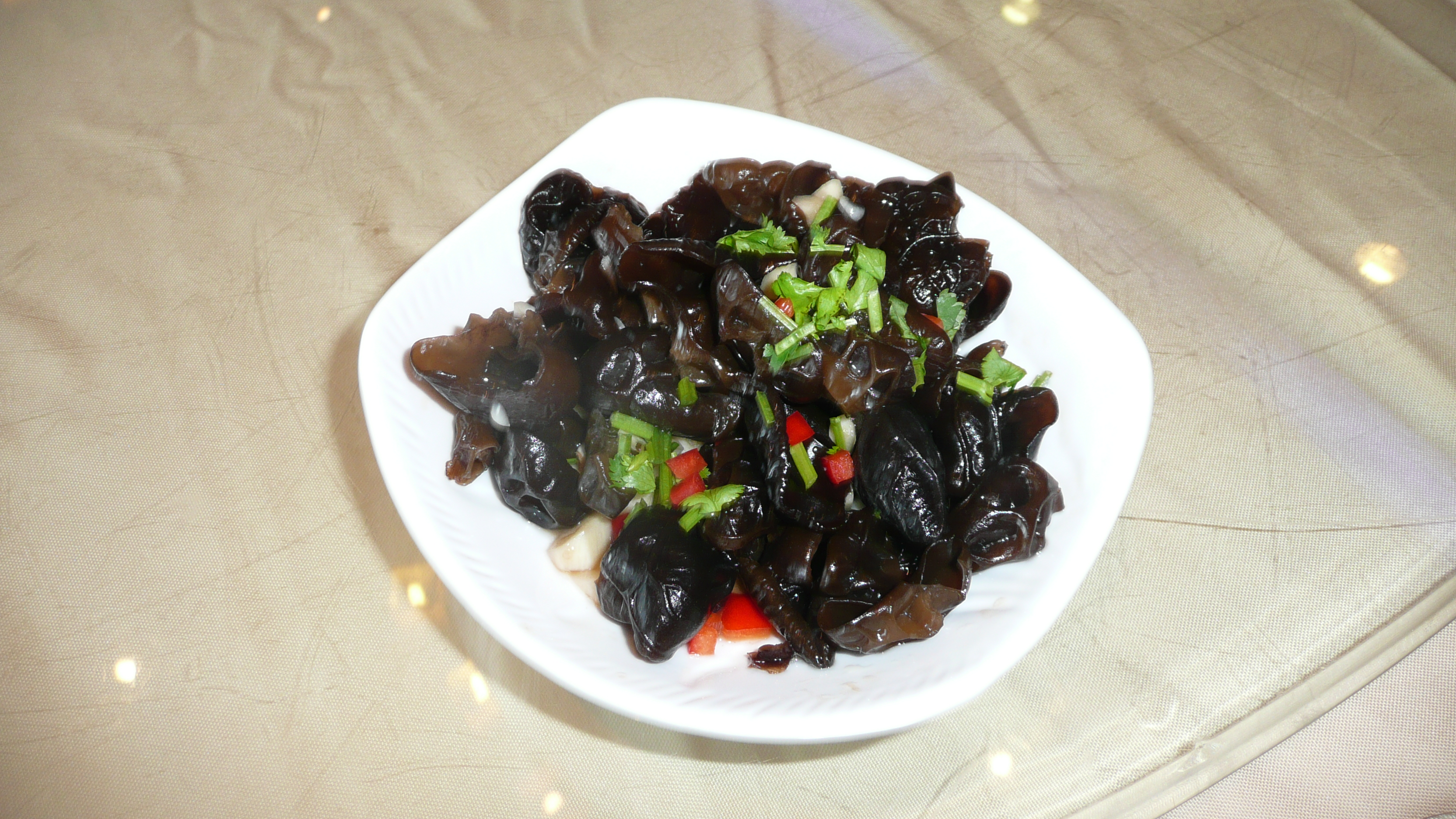
中国广东的涼拌木耳菜

黑木耳一般作为干品销售，用时泡发复水再烹饪。有一种“压缩黑木耳”，是将黑木耳压成重量相等的块再干燥，占空间小，复水后也可以恢复原本形状。
黑木耳的營養價值高於白木耳，其中富含膳食纖維可以幫助腸胃蠕動， 使糞便比較柔軟而易於排出，並且擁有低熱量與高飽足感 等特性能有助於解決便祕症狀，也有助於保護腸胃、美容養顏與強化免疫能力。

### 民間醫藥
黑木耳具有较高的营养价值和一定的药用价值，《饮膳正要》稱其“利五脏，宽肠胃”。《随息居饮食谱》載：“补气耐饥，活血，治跌扑上，凡崩淋血痢痣患肠风，常食可愈。”中國古代南宋詩人陆游注意养生，嗜食薏米和木耳，有詩曰：“唐安薏米白如玉，漢嘉栮脯美勝肉”，所以“八十身犹健，生涯学灌园”。李时珍《本草纲目》載：“木耳生于朽木之上，无枝叶，乃湿热余气所生。曰耳、曰蛾，象形也；曰柿，以软湿者佳也。曰鸡、曰土从，因味似也。”
黑木耳含有人体必须的8种氨基酸，維生素B2含量是米的10倍，新鮮的黑木耳每100克含鐵98毫克，含量是肉類的100倍以上，鈣質為肉類的30倍。黑木耳含有的豐富胶质，对人体消化系统有良好的清润、補氣益智、潤肺補腦作用。其清腸、潤肺功效對肺虛咳嗽、久病體虛，肢體麻木具有功效。此外亦具止血作用，主治咯血、吐血、血痢、崩漏、痔瘡出血、便秘帶血等。黑木耳中的多醣成份，具有抗肿瘤活性，对肿瘤有一定预防效果，亦能减少血液凝块、缓和冠状動脈粥樣硬化、降低血栓的作用。

### 藥理學
黑木耳一直是醫藥應用研究的主題。1980年代的實驗結論顯示從黑木耳分離的葡聚醣具有強大的抗腫瘤特性，此研究有異於早期的研究。早期的研究結論，雖然表明從其他幾個真菌物種水提取物有抗腫瘤作用，但從黑木耳提取物中卻沒有。此外，利用小鼠作實驗，針對遺傳糖尿病的研究中發現，從黑木耳提取的多醣有降血糖作用。用包括多醣的食物餵養的小鼠，能降低從食物中攝取的血糖、胰島素和尿葡萄糖。
另一種從黑木耳提取的酸性多醣（主要是由甘露糖、葡萄糖、葡萄糖醛酸和木糖組成），具有抗凝血特性。